# В дрейфе
«Дрейф» (англ. Adrift) — американский телевизионный триллер. Фильм был снят в водах Новой Зеландии.

## Сюжет
Пара среднего возраста, Кати и Гай, плавает на своей яхте по Тихому океану и встречают полуразрушенное судно, жертву своей команды. Они берут Элизу и Ника на борт. Новые путешественники почему-то не хотят возвращаться в Гонолулу, и, когда ломается мотор и происходят другие неприятности, Кати и Гай начинают задумываться, кто же их новые знакомые.

## Награды и номинации
Фильм участвовал в кинопремии Gemini и выиграл в номинации «Лучшая актриса главной роли». Также он был номинирован (но не выиграл) в разделах «Лучшая редактура» и «Лучший телефильм».